# Keita Machida

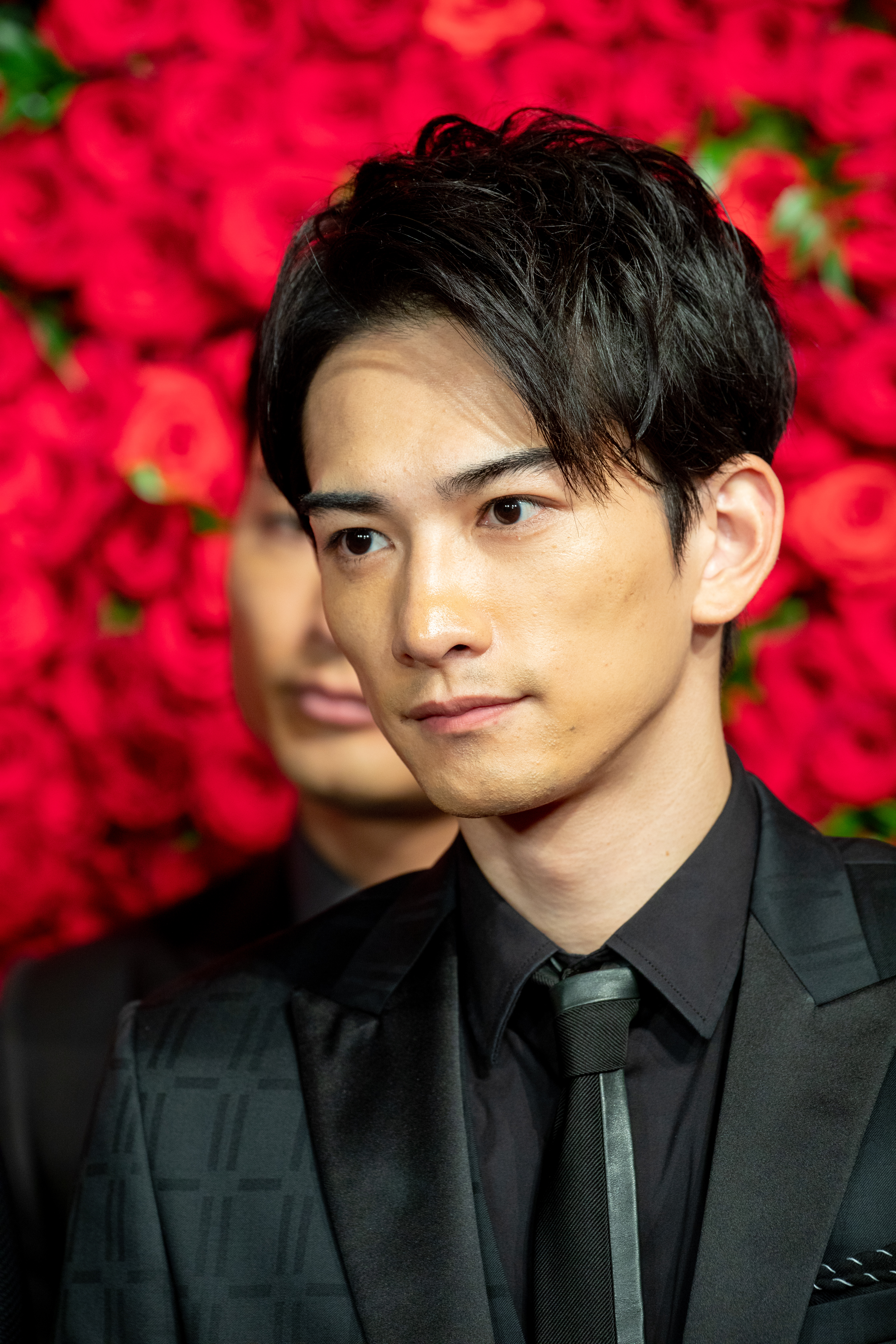

Keita Machida (Higashiagatsuma, 4 juli 1990) (Japans: 町田啓太) is een Japanse acteur. Hij is lid van de theatergroep Gekidan Exile. Keita is vooral bekend van de serie Alice in Borderland (Karube).
- Gemeinsame Normdatei: 1195126182
- Virtual International Authority File: 5371156919258654970007